# Liste des cathédrales de Sofia
Plusieurs confessions chrétiennes ont une cathédrale à Sofia en Bulgarie :
- la cathédrale de la Dormition se rattache à l’Église grecque-catholique bulgare ;
- la cathédrale Saint-Alexandre-Nevski se rattache à l’Église orthodoxe ;
- la cocathédrale Saint-Joseph (en) se rattache à l’Église catholique ;
- la cathédrale Sainte-Nédélia se rattache à l’Église orthodoxe bulgare.